# Bourse (Quedlinbourg)
 (mai 2023).
Pour les articles homonymes, voir Bourse.

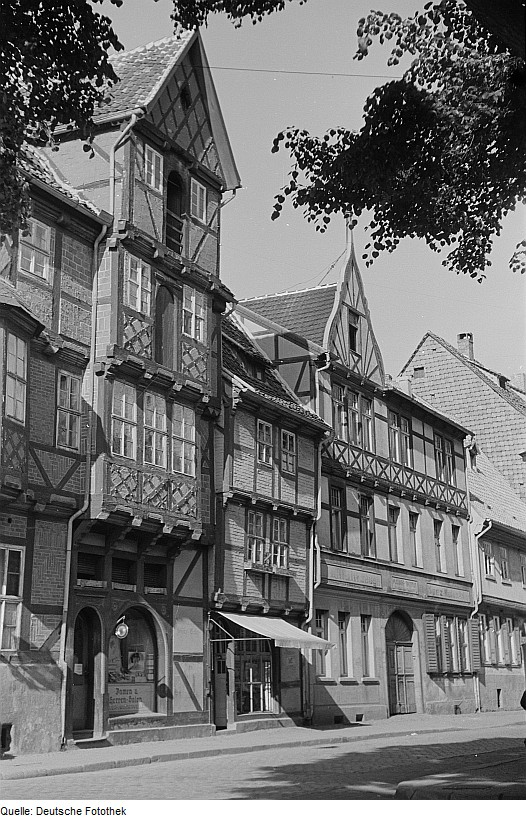
Bourse en 1951

La bourse est un bâtiment classé de la ville de Quedlinburg en Saxe-Anhalt (Allemagne). Situé dans la ville historique de Quedlinburg, à la jonction de Reichenstrasse et Steinweg, il est un site du patrimoine mondial de l'UNESCO.

## Description et histoire
La maison à colombages de trois étages a été construite par le maître charpentier Andreas Besen en style baroque. C'est la première œuvre connue de Besen à Quedlinburg. Une inscription nomme l'abréviation du constructeur AZM et les constructeurs Andreas Kemmrich et sa femme Anna Margaretha ainsi que l'année de construction en 1683, le 5 Mai. L'inscription contient également une bénédiction. L'inscription M. ANDREAS BEHSE ZM faisant référence à un balai est également peinte de manière différente : Kemmrich, qui avait acheté la maison voisine  en 1680, était également actif dans le brassage de la bière, le fer et le bois.
Le dessin de la façade est remarquable. La maison présente tous les éléments décoratifs typiques de Quedlinburg à l'époque, mais avec la modification des éléments structurels traditionnels, elle représentait un développement ultérieur de la méthode de construction à colombages à Quedlinburg. La coloration rouge foncé de la façade actuelle remonte à la conception de la période baroque tardive. Lors de la construction, le bois a probablement été peint en brun foncé, tandis que les compartiments peuvent avoir été recouverts de briques avec de l'enduit blanc.
La maison comprend également une maison à colombages sur le côté est, qui était à l'origine construite comme un bâtiment séparé. Cette simple maison à colombages de trois étages a été construite en 1677 par Peter Dünnehaupt pour le constructeur Hans Dittmer. L'inscription MPD  ornée d'un blason, fait référence à Dünnehaupt. Les remplissages décoratifs de la charpente sont revêtus de briques.
Jusqu'en 1904, le propriétaire de la bourse était la brasserie Glückauf à Blankenburg. Elle dirigeait le restaurant populaire Zur Börse au rez-de-chaussée du bâtiment. En 1903, le magistrat avait critiqué le mauvais état structurel de la maison. La société locale pour l'histoire et l'antiquité a demandé à la ville d'acheter le bâtiment pour arrêter sa dégradation. Considérant également l'importance de la maison pour le tourisme, Quedlinburg a signé le 21 janvier 1904 l'achat de la Bourse pour 26 500 marks. La ville a commencé à nettoyer la façade et à peindre le bâtiment avec de la peinture à l'huile.
Il y avait une entrée à la maison à la fois de Steinweg et de Reichenstrasse, avec des fenêtres sur le côté des portes. En 1904, le rez-de-chaussée des deux maisons a été repensé et les magasins conçus de manière coordonnée, bien qu'il y ait également eu des conversions au rez-de-chaussée au cours des siècles précédents. 
En 1909, le conseil municipal de Quedlinburg a publié un statut par lequel la dégradation des rues devait être empêchée du point de vue de la protection des monuments. La bourse a également été incluse dans ce statut.